# Liste der Naturdenkmale in Karlsruhe
| Naturdenkmale | Anzahl |
| ------------- | ------ |
| FND           | 6      |
| END           | 64     |
| Gesamt        | 70     |

Die Liste der Naturdenkmale in Karlsruhe nennt die verordneten Naturdenkmale (ND) der baden-württembergischen Stadt Karlsruhe. In Karlsruhe gibt es insgesamt 71 als Naturdenkmal geschützte Objekte, davon 6 flächenhafte Naturdenkmale (FND) und 64 Einzelgebilde-Naturdenkmale (END).
Stand:  14. April 2022.

## Flächenhafte Naturdenkmale (FND)
| Name                                 | Bild | Kennung     | Einzelheiten | Position | Fläche Hektar | Datum         |
| ------------------------------------ | ---- | ----------- | ------------ | -------- | ------------- | ------------- |
| Auf dem Lerchenberg – Im Rosengärtle | BW   | 82120000077 | Karlsruhe    | ⊙        | 1,6           | 27. Mai 1993  |
| Brurain-Kolbengarten                 | BW   | 82120000075 | Karlsruhe    | ⊙        | 1,5           | 27. Mai 1993  |
| Sandgrube Grüner Weg - West          | BW   | 82120000092 | Karlsruhe    | ⊙        | 1,1           | 20. Mai 2019  |
| Sandrasen am Grünen Weg              | BW   | 82120000093 | Karlsruhe    | ⊙        | 5,0           | 17. Dez. 2019 |
| Steinbruch Schollenacker             | BW   | 82120000076 | Karlsruhe    | ⊙        | 0,9           | 27. Mai 1993  |
| Rennbuckeldüne                       | BW   | 82120000094 | Karlsruhe    | ⊙        | 1,9           | 1. Dez. 2022  |
| Legende für Naturdenkmal             |      |             |              |          |               |               |

## Einzelgebilde (END)
| Name                        | Bild           | Kennung     | Einzelheiten                                          | Position | Fläche Hektar | Datum        |
| --------------------------- | -------------- | ----------- | ----------------------------------------------------- | -------- | ------------- | ------------ |
| Eibengruppe                 |                | 82120000027 | Karlsruhe                                             | ⊙        | 0,0           | 9. Aug. 1988 |
| Lindengruppe                | BW             | 82120000052 | Karlsruhe                                             | ⊙        | 0,0           | 9. Aug. 1988 |
| Maulbeerbaumreihe           | BW             | 82120000074 | Karlsruhe                                             | ⊙        | 0,0           | 9. Aug. 1988 |
| 1 amerikanischer Zürgelbaum | BW             | 82120000008 | Karlsruhe                                             | ⊙        | 0,0           | 9. Aug. 1988 |
| 1 Buche (Hängeform)         | BW             | 82120000005 | Karlsruhe                                             | ⊙        | 0,0           | 9. Aug. 1988 |
| 1 Eiche, 1 Rotbuche         | BW             | 82120000003 | Karlsruhe                                             | ⊙        | 0,0           | 9. Aug. 1988 |
| 1 Eiche, 1 Rotbuche         | BW             | 82120000017 | Karlsruhe                                             | ⊙        | 0,0           | 9. Aug. 1988 |
| 1 Eiche                     | BW             | 82120000004 | Karlsruhe                                             | ⊙        | 0,0           | 9. Aug. 1988 |
| 1 Eiche                     |                | 82120000010 | Karlsruhe                                             | ⊙        | 0,0           | 9. Aug. 1988 |
| 1 Eiche                     |                | 82120000012 | Karlsruhe                                             | ⊙        | 0,0           | 9. Aug. 1988 |
| 1 Eiche                     |                | 82120000018 | Karlsruhe                                             | ⊙        | 0,0           | 9. Aug. 1988 |
| 1 Eiche                     |                | 82120000020 | Karlsruhe                                             | ⊙        | 0,0           | 9. Aug. 1988 |
| 1 Eiche                     | BW             | 82120000022 | Karlsruhe                                             | ⊙        | 0,0           | 9. Aug. 1988 |
| 1 Eiche                     | BW             | 82120000036 | Karlsruhe                                             | ⊙        | 0,0           | 9. Aug. 1988 |
| 1 Eiche                     | BW             | 82120000043 | Karlsruhe                                             | ⊙        | 0,0           | 9. Aug. 1988 |
| 1 Eiche                     | BW             | 82120000047 | Karlsruhe                                             | ⊙        | 0,0           | 9. Aug. 1988 |
| 1 Ginkgo biloba             | BW             | 82120000001 | Karlsruhe                                             | ⊙        | 0,0           | 9. Aug. 1988 |
| 1 Hängebuche                | BW             | 82120000025 | Karlsruhe                                             | ⊙        | 0,0           | 9. Aug. 1988 |
| 1 Hybrid-Platane            |                | 82120000078 | Karlsruhe                                             | ⊙        | 0,0           | 4. März 2013 |
| 1 Kornelkirsche             | BW             | 82120000026 | Karlsruhe                                             | ⊙        | 0,0           | 9. Aug. 1988 |
| 1 Libanonzeder              |                | 82120000013 | Karlsruhe                                             | ⊙        | 0,0           | 9. Aug. 1988 |
| 1 Linde                     | BW             | 82120000033 | Karlsruhe                                             | ⊙        | 0,0           | 9. Aug. 1988 |
| 1 Linde                     | BW             | 82120000046 | Karlsruhe                                             | ⊙        | 0,0           | 9. Aug. 1988 |
| 1 Linde                     | BW             | 82120000051 | Karlsruhe                                             | ⊙        | 0,0           | 9. Aug. 1988 |
| 1 Linde                     | BW             | 82120000056 | Karlsruhe                                             | ⊙        | 0,0           | 9. Aug. 1988 |
| 1 Linde                     | BW             | 82120000058 | Karlsruhe                                             | ⊙        | 0,0           | 9. Aug. 1988 |
| 1 Mammutbaum                |                | 82120000038 | Karlsruhe                                             | ⊙        | 0,0           | 9. Aug. 1988 |
| 1 Platane                   | BW             | 82120000037 | Karlsruhe                                             | ⊙        | 0,0           | 9. Aug. 1988 |
| 1 Rosskastanie              | BW             | 82120000039 | Karlsruhe                                             | ⊙        | 0,0           | 9. Aug. 1988 |
| 1 Rosskastanie              | BW             | 82120000042 | Karlsruhe                                             | ⊙        | 0,0           | 9. Aug. 1988 |
| 1 Rosskastanie              | BW             | 82120000045 | Karlsruhe                                             | ⊙        | 0,0           | 9. Aug. 1988 |
| 1 Rosskastanie              | BW             | 82120000050 | Karlsruhe                                             | ⊙        | 0,0           | 9. Aug. 1988 |
| 1 Rosskastanie              | BW             | 82120000057 | Karlsruhe                                             | ⊙        | 0,0           | 9. Aug. 1988 |
| 1 Rotbuche                  | BW             | 82120000006 | Karlsruhe                                             | ⊙        | 0,0           | 9. Aug. 1988 |
| 1 Rotbuche                  | BW             | 82120000015 | Karlsruhe                                             | ⊙        | 0,0           | 9. Aug. 1988 |
| 1 Rotbuche                  | BW             | 82120000019 | Karlsruhe                                             | ⊙        | 0,0           | 9. Aug. 1988 |
| 1 Schnurbaum                | BW             | 82120000014 | Karlsruhe                                             | ⊙        | 0,0           | 9. Aug. 1988 |
| 1 Silberweide               | BW             | 82120000029 | Karlsruhe Nicht mehr in der LUBW-Datenbank vorhanden. | ⊙        | 0,0           | 9. Aug. 1988 |
| 1 Steinweichsel, 2 Ahorn    | ND hi. Kapelle | 82120000030 | Karlsruhe                                             | ⊙        | 0,0           | 9. Aug. 1988 |
| 1 Stieleiche, 1 Rotbuche    | BW             | 82120000031 | Karlsruhe                                             | ⊙        | 0,0           | 9. Aug. 1988 |
| 1 Stieleiche                |                | 82120000079 | Karlsruhe                                             | ⊙        | 0,0           | 4. März 2013 |
| 1 Stieleiche                | BW             | 82120000080 | Karlsruhe                                             | ⊙        | 0,0           | 4. März 2013 |
| 1 Stieleiche                | BW             | 82120000081 | Karlsruhe                                             | ⊙        | 0,0           | 4. März 2013 |
| 1 Stieleiche                | BW             | 82120000082 | Karlsruhe                                             | ⊙        | 0,0           | 4. März 2013 |
| 1 Stieleiche                | BW             | 82120000083 | Karlsruhe                                             | ⊙        | 0,0           | 4. März 2013 |
| 1 Stieleiche                | BW             | 82120000084 | Karlsruhe                                             | ⊙        | 0,0           | 4. März 2013 |
| 1 Stieleiche                | BW             | 82120000085 | Karlsruhe Nicht mehr in der LUBW-Datenbank vorhanden. | ⊙        | 0,0           | 4. März 2013 |
| 1 Stieleiche                | BW             | 82120000086 | Karlsruhe                                             | ⊙        | 0,0           | 4. März 2013 |
| 1 Stieleiche                | BW             | 82120000087 | Karlsruhe                                             | ⊙        | 0,0           | 4. März 2013 |
| 1 Stieleiche                | BW             | 82120000088 | Karlsruhe                                             | ⊙        | 0,0           | 4. März 2013 |
| 1 Stieleiche                |                | 82120000089 | Karlsruhe                                             | ⊙        | 0,0           | 4. März 2013 |
| 1 Traubeneiche              |                | 82120000067 | Karlsruhe                                             | ⊙        | 0,0           | 9. Aug. 1988 |
| 2 Eibengruppen              | BW             | 82120000021 | Karlsruhe                                             | ⊙        | 0,0           | 9. Aug. 1988 |
| 2 Eichen                    |                | 82120000066 | Karlsruhe                                             | ⊙        | 0,0           | 9. Aug. 1988 |
| 2 Hybrid-Platanen           | BW             | 82120000090 | Karlsruhe                                             | ⊙        | 0,0           | 4. März 2013 |
| 2 Linden                    | BW             | 82120000034 | Karlsruhe                                             | ⊙        | 0,0           | 9. Aug. 1988 |
| 2 Linden                    | BW             | 82120000049 | Karlsruhe                                             | ⊙        | 0,0           | 9. Aug. 1988 |
| 2 Platanen                  | BW             | 82120000007 | Karlsruhe                                             | ⊙        | 0,0           | 9. Aug. 1988 |
| 2 Pyramideneichen           | BW             | 82120000016 | Karlsruhe                                             | ⊙        | 0,0           | 9. Aug. 1988 |
| 2 Rotbuchen                 | BW             | 82120000071 | Karlsruhe                                             | ⊙        | 0,0           | 9. Aug. 1988 |
| 2 Traubeneichen             | BW             | 82120000064 | Karlsruhe                                             | ⊙        | 0,0           | 9. Aug. 1988 |
| 2 Winterlinden              | BW             | 82120000091 | Karlsruhe                                             | ⊙        | 0,0           | 4. März 2013 |
| 3 Eichen                    | BW             | 82120000069 | Karlsruhe                                             | ⊙        | 0,0           | 9. Aug. 1988 |
| 3 Schwarzpappeln, 1 Eiche   |                | 82120000073 | Karlsruhe                                             | ⊙        | 0,0           | 9. Aug. 1988 |
| 5 Edelkastanien             | BW             | 82120000048 | Karlsruhe                                             | ⊙        | 0,0           | 9. Aug. 1988 |
| 5 Eichen                    | BW             | 82120000063 | Karlsruhe                                             | ⊙        | 0,0           | 9. Aug. 1988 |
| Legende für Naturdenkmal    |                |             |                                                       |          |               |              |